# Pūrṇa
Le Vénérable Pūrṇa (Puṇṇa en pali) est un moine très connu, disciple du bouddha Siddhārtha Gautama, et il est devenu un arhat.
Pūrṇa enseignait aux novices avec pour point de mire l’au-delà des peines (Nirvāṇa) et la libération du mal-être (duḥkha) via le respect scrupuleux des règles de la vie monastique. Cette attitude est considérée comme médiocre aspiration par Vimalakīrti du courant mahāyāna et cependant louée par Shakyamuni dans le chapitre VIII du Sūtra du Lotus qui prophétise qu’il deviendra un bouddha connu sous le nom de Dharmaprabhāsa[réf. souhaitée].
Il est l'un des protagonistes du Rathavinita sutta (« sutra des voitures-relais »), sutra numéro 24 du Majjhima Nikaya.